# 加茂野站
加茂野站（日语：／ Kamono eki */?）是位於岐阜縣美濃加茂市加茂野町木野，屬於長良川鐵道的越美南線車站。車站編號是2。

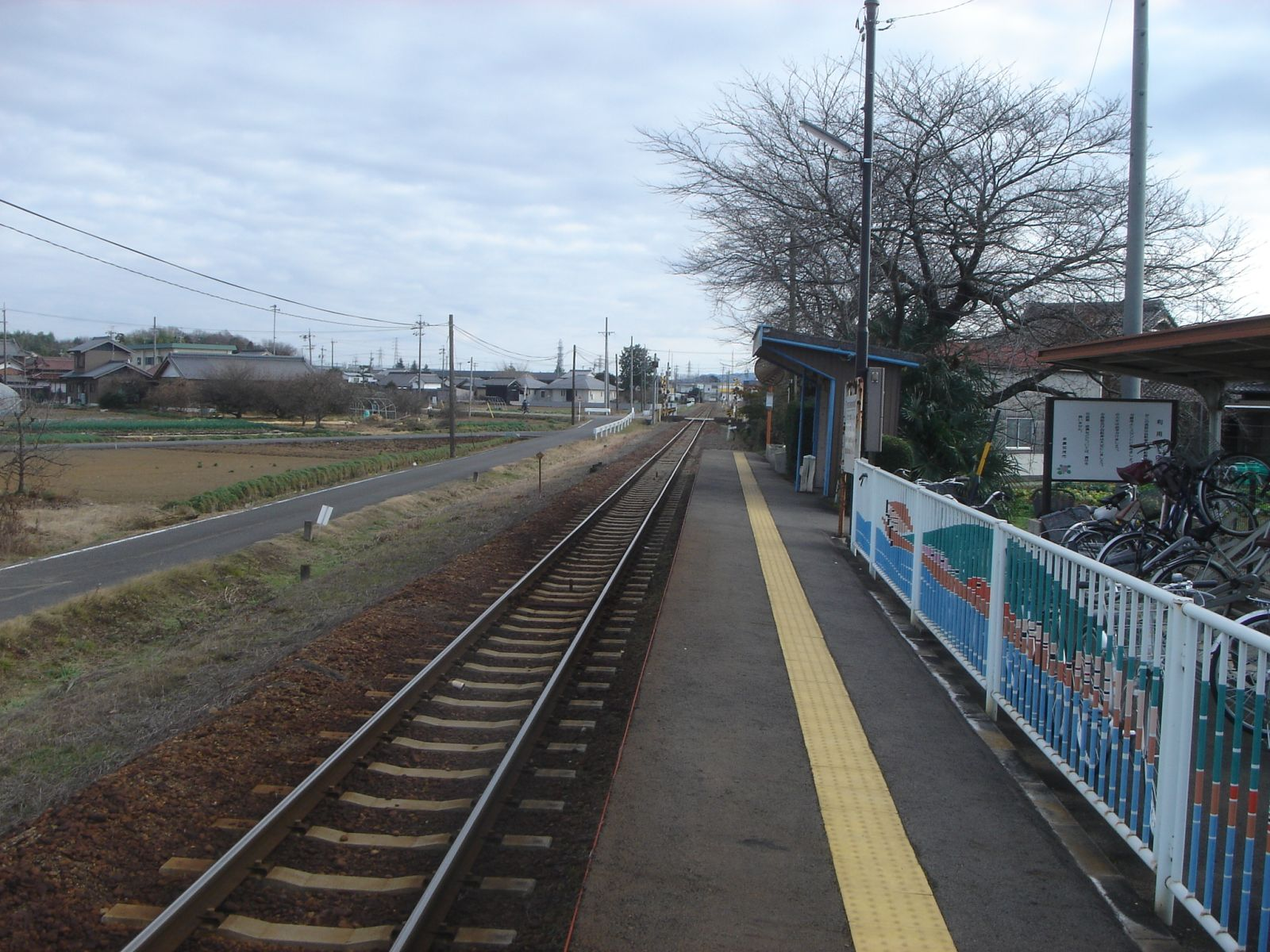
月台(2008年1月)

## 歷史
- 1952年（昭和27年）12月26日 - 國鐵開設此站。當時車站名為加茂野口站[1]。為旅客車站。
- 1986年（昭和61年）12月11日 - 國鐵越美南線由長良川鐵道接管，成為長良川鐵道車站。此站同時改名為加茂野站，原來的加茂野站改名為富加站[1]。

## 車站構造
本站是地面車站，設有1面1線單式月台。此站設有單車停泊處。

## 使用狀況
以下為近年1日平均乘車人次列表
| 乘車人次變化 | 乘車人次變化     |
| 年度         | 1日平均 乘車人次 |
| ------------ | ---------------- |
| 2009         | 49               |
| 2010         | 45               |
| 2011         | 59               |
| 2012         | 52               |
| 2013         | 48               |
| 2014         | 58               |
| 2015         | 59               |
| 2016         | 57               |
| 2017         | 51               |
| 2018         | 48               |

## 車站周邊
- 羅森美濃加茂加茂野店
- 7-11美濃加茂加茂野町店
- 美濃加茂市立加茂野小學（日语：美濃加茂市立加茂野小学校）
- 今泉池
- 石橋牌 岐阜販賣美濃加茂營業所
- 麥克賽爾Frontier（日语：マクセルフロンティア）岐阜事業所
- Yellow Hat（日语：イエローハット）美濃加茂店
- 岐阜縣道364號大平賀富加停車場線（日语：岐阜県道364号大平賀富加停車場線）
- 國道248號（日语：国道248号）

## 相鄰車站
長良川鐵道
越美南線
前平公園（1）－加茂野（2）－富加（3）

## 注腳
1. 1 2 3  曾根悟（監修）. 朝日新聞出版分冊百科編集部（編集） , 编. . 週刊朝日百科. 26号 長良川鉄道・明知鉄道・樽見鉄道・三岐鉄道・伊勢鉄道. 朝日新聞出版. 2011-09-18: 10-11 （日语）.
2. ↑  美濃加茂市統計書

## 外部連結
- 加茂野站｜【官方網站】長良川鐵道株式會社 （页面存档备份，存于）（日語）